# Unidad periférica de Ática Oriental
Ática Oriental (en griego Περιφερειακή ενότητα Ανατολικής Αττικής) es una unidad periférica de Grecia. Forma parte de la periferia de Ática.

## División
La unidad periférica de Ática Oriental se creó en 2011 como reconversión de la antigua prefectura de Ática Oriental, como parte de las reformas del plan Calícrates. Se subdivide en 13 municipios (en paréntesis el número de referencia del mapa):
- Acarnas (2)
- Dionýsios (4)
- Kropía (5)
- Lavreotikí (6)
- Maratón (7)
- Markópoulo Mesógaias (8)
- Oropós (13)
- Paianía (9)
- Pallini (1)
- Rafina-Pikermí (10)
- Saronikós (11)
- Spata-Artémida (12)
- Vari-Voula-Vouliagmeni (3)